# André Frédérique
 (mai 2025).
André Frédérique, né le 27 février 1915 à Nanterre et mort le 17 mai 1957 dans le 15e arrondissement de Paris, est un poète et écrivain polygraphe français dont les écrits sont caractérisés par un humour grinçant et une cocasserie teintée de désespoir.

## Biographie
André Frédérique naît le 27 février 1915, fils unique d'Émile Louis Frédérique et d'Anna Lallement. Le père exerce les fonctions de commissaire de police, dans le XIIIe arrondissement de Paris, où la famille réside, au no 50 du boulevard de l'Hôpital.
Le jeune André effectue toute sa scolarité au Lycée Louis-le-Grand, qu'il quitte en 1934, à la fin de la classe de première, pour intégrer la Maison Universitaire, une « boîte à bachot » du boulevard Saint-Germain. C'est là, en 1935, qu'il décroche son baccalauréat et qu'il rencontre Georges-Xavier (dit Geo) L'Hoir, qui deviendra son meilleur ami, son complice et son alter ego. Sans vocation particulière, il entreprend, comme lui, des études de pharmacie. C'est alors la vie d'étudiant, les sorties, les lectures, les canulars, les vacances, les rencontres, les flirts.
Cette période de bohème étudiante prend fin en juin 1939, quand il épouse, dès son diplôme obtenu, la fille d'un coutelier de la rue de Rivoli. Il s'installe alors bourgeoisement et exerce en officine. Le 2 septembre de la même année, il est appelé sous les armes et affecté à Rouen — en compagnie de Geo L'Hoir — en qualité de pharmacien-auxiliaire, avant d'être muté à Limoges, où il sera démobilisé. Malgré la naissance, en 1940, d'une fille (Sylvie), son mariage bat de l'aile et les époux Frédérique divorcent en 1943.
Entretemps, en 1941, André Frédérique a ouvert, sans conviction, une pharmacie à La Garenne-Bezons. Mais il se révèle « le pharmacien le plus intermittent du monde ». Il fait faillite.  Il est beaucoup plus attiré par — et bien plus doué pour — les jeux de l'esprit, auxquels il s'exerce assidûment au sein d'un cercle d'amis et de connaissances qui gravite autour de la pharmacie de Geo L'Hoir, rue des Trois-Frères. Il y côtoie Jean Carmet, les membres de la troupe des Branquignols, le compositeur Pierre Barbaud, Jean Tardieu, Jean Chouquet, Honoré Bostel, Jean-Marc Thibault. Il fréquente également Raymond Queneau, Boris Vian, Jean Dannet, Alexandre Vialatte, Philippe Soupault, Raymond Castans et Chaval, avec lequel il se lie d'une véritable amitié.
Parallèlement il rédige de petits textes scatologiques, crée des personnages, improvise des saynètes burlesques. Il écrit également des poèmes, qu'il commence à faire paraître dans des revues littéraires. En décembre 1945, parrainé par Raymond Quenau,  il publie un recueil, Histoires blanches, chez Gallimard,.
Au mois de mai précédent, lors d'un bal donné pour fêter la Libération, il a rencontré Imperio Salas, une danseuse de flamenco dont il est tombé amoureux et avec laquelle il restera jusqu'en 1948. Talonné par les soucis d'argent, rédige des préfaces, des contes, des pièces, des livrets, des traductions, des critiques de spectacles (sous le pseudonyme de Fred Rogé) et commence à travailler pour Paris-Match, où il rédige des potins mondains, les gossips.
En mars 1947, il publie Aigremorts. En 1948, Jean Tardieu, directeur du Club d'essai de la radiodiffusion française, le nomme directeur littéraire. Début 1950, il assure la critique musicale et celle des spectacles à Paris-Match, tout en poursuivant ses travaux personnels,.
Après quelques voyages et séjours en Scandinavie, en 1954, André Frédérique acquiert, rue Montorgueil, sa seconde pharmacie qu'il conduira à la faillite en moins de trois ans.
En 1955, sa mère, à laquelle il est resté très attaché, meurt. En 1956, c'est le tour de son père. Rongé par une dépression sourde, enchaînant les aventures sans lendemain, continuellement en quête d'argent, il bénéficie cependant d'une réelle reconnaissance sociale et littéraire. Son dernier recueil, Poésie sournoise, est prêt à être imprimé chez Seghers quand, le 17 mai 1957, à son domicile, il met fin à ses jours, à l'âge de 42 ans, en absorbant un mélange d'alcool et de barbituriques, et en ayant ouvert le gaz. On découvre son corps inerte le surlendemain. Il repose dans la deuxième division du cimetière de la rue de l'Ouest à Boulogne-Billancourt.

## Œuvre et personnalité
La postérité d'André Frédérique doit autant à son œuvre qu'à sa personnalité.
Admirateur de la poésie d'Henri Michaux, préfacier d'Alfred Jarry et d'Alphonse Allais, proche intellectuellement des pataphysiciens et des surréalistes, André Frédérique a laissé, d'une part, une œuvre poétique totalement originale et sombre, dominée par l'humour noir et le rire jaune et, d'autre part, une vie inimitable, vécue sous le signe du canular comme un théâtre de l'absurde et du second degré.
Sa production littéraire est dominée par le recueil Histoires blanches, publié par Gallimard en 1945 et parrainé par Raymond Queneau, qui regroupe cent soixante huit poèmes en vers et en prose. Aigremorts et Poésie sournoise complètent la partie émergée de son œuvre poétique, à laquelle viennent s'ajouter quantité de travaux aboutis et de nombreux fragments cocasses.
L'œuvre d'André Frédérique se nourrit amplement de l'univers qu'il s'est inventé (un monde qu'il a baptisé la Cerce et qu'il définit comme « la province de l'esprit ») et des personnages qui le peuplent, qu'il crée et qu'il interprète pour le plus grand plaisir de son cercle d'amis. Au centre, le personnage de Lucien, son avatar haïssable et toujours aux prises avec ses parents et les situations les plus humiliantes : « masse amorphe, personnage inachevé […] flanqué d'une gravosse, maritorne moustachue, ubuesque femelle de cauchemar ». Ce personnage récurrent, que Frédérique interprète, met en scène et dessine — parfois sous les traits d'autres avatars toujours dépréciatifs : la Fredasse, la Conasse, Clockonasse, Conassieux, Nassieux, la Souasse — est entouré d'une pléiade de figurants génériques (des « cerceux », des « cerceuses », des « dames »), ou plus typés (le professeur Tibergier, madame Tapautour, l'abbé Milou, l'abbé Poulaille, l'abbé Cadavagne, le Ringard), que Frédérique fait dialoguer, pontifier, improviser, en vers, en prose ou en contrepets.
Grand mystificateur, il est capable d'introduire la conférence la plus sérieuse en évoquant « les origines crapuleuses du chant grégorien » ou d'interviewer, devant un millier de personnes, un poireau sorti de sa poche à la dernière minute. Maître es canulars, c'est accompagné de Jean Carmet, son comparse préféré, qu'il écume les maisons closes, déguisé en évêque, pour y proposer des poudres et des onguents cieutiques.

## Postérité
Après sa disparition prématurée, l'œuvre d'André Frédérique a été sauvée de l'oubli par un cercle étroit d'amis et d'admirateurs, qui se sont attachés à rassembler les poèmes, saynètes, dessins et fragments qu'il avait coutume de disperser généreusement autour de lui.
Outre ce corpus inégal, qui suscite désormais intérêt et admiration, André Frédérique semble également avoir laissé quelques traces involontaires dans la culture populaire contemporaine. Il aurait ainsi créé et popularisé le vocable ringard. Il serait tiré du nom de famille du garçon de courses légèrement attardé de Geo L'Hoir et aurait été attribué au héros d'un conte inédit de Frédérique intitulé Le feu de la Saint Jean.
André Frédérique serait également à l'origine, selon son ami Chaval, de l'idée du film Le Dîner de cons.
André Frédérique est également l'inventeur du « pluriel de masse », qu'il illustre par des propositions telles que « Monsieur Despièges font des solfèges », « Sicard de Plauzolles est une sommité ; sept quarts de Plauzolles sont du comité », « un monsieur pallif, des vaches crazunes ».

## Œuvres
- 1945 : Ana, Éd. Plaisir du prince, repris dans Histoires blanches
- 1946 : Histoires blanches, Gallimard, rééd. Cherche-Midi  (ISBN 2749100836)
- 1947 : Aigremorts, Guy Lévis-Mano, repris dans Poésie sournoise
- 1957 : Poésie sournoise, Seghers
- 1957 : Traité des appareils, Galerie de France, Paris IXe, sur six gravures de Gustave Singier
- 1995 : La Grande Fugue (roman inachevé) suivie du Dictionnaire du second degré, Le Cherche-Midi  (ISBN 2862743925)

## Théâtre
- 1951 : Du-Gu-Du, spectacle des Branquignols au Théâtre La Bruyère, texte André Frédérique, musique Gérard Calvi
- Avec Pierre Dumayet, Chicago Opéra